# Jorge Gatgens
Jorge Ignacio Gatgens Quirós (ur. 23 lipca 1988) – kostarykański piłkarz występujący na pozycji pomocnika. Zawodnik klubu Liberia.

## Kariera klubowa
Gatgens seniorską karierę rozpoczął w 2006 roku w zespole Municipal Pérez Zeledón z Primera División de Costa Rica. Przez 5 lat w jego barwach rozegrał 91 spotkań i zdobył 3 bramki. W 2011 roku odszedł do LD Alajuelense, także grającego w Primera División.

## Kariera reprezentacyjna
W reprezentacji Kostaryki Gatgens zadebiutował w 2009 roku. W 2011 roku został powołany do kadry na Copa América. Na tamtym turnieju, zakończonym przez Kostarykę na fazie grupowej, nie zagrał jednak ani razu.